# Dolmengöttin
| QS Vor- und Frühgeschichte | Dieser Artikel wurde aufgrund von inhaltlichen Mängeln auf der Qualitätssicherungsseite des WikiProjekts Vor- und Frühgeschichte eingetragen. Dies geschieht, um die Qualität der Artikel aus diesem Themengebiet auf ein akzeptables Niveau zu bringen. Bitte hilf mit, die inhaltlichen Mängel dieses Artikels zu beseitigen, und beteilige dich bitte an der Diskussion! |  |

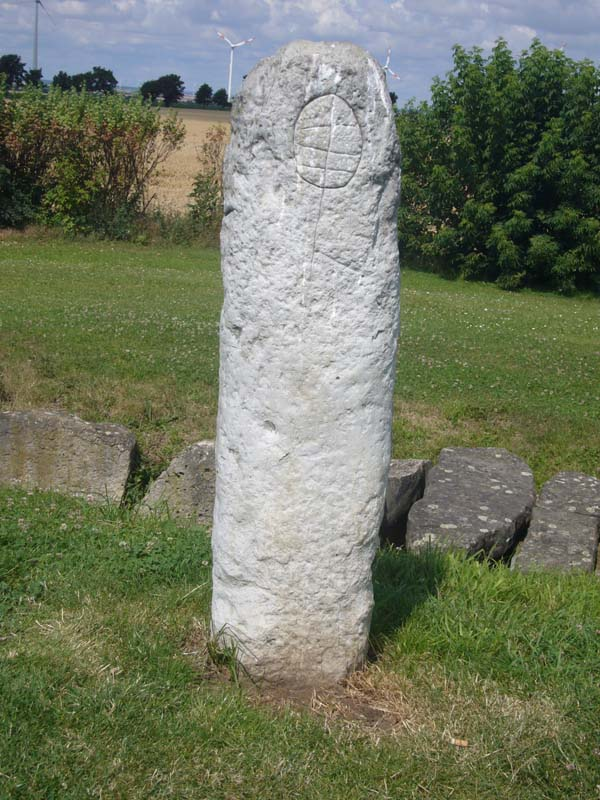
Menhirstatue Dolmengöttin am Großsteingrab von Langeneichstädt (Replik)

Als Dolmengöttin wurden im Jahr 1956 Darstellungen in einem Steinkammergrab der Schnurkeramik aus der Dölauer Heide bezeichnet.
Der Begriff wird seit 1988 ebenfalls für eine Ritzung aus dem Großsteingrab Langeneichstädt in Sachsen-Anhalt verwendet, die im Landesmuseum für Vorgeschichte in Halle ausgestellt wird.